# Cabots saterhoen
Cabots saterhoen (Tragopan caboti) is een vogel uit de familie fazantachtigen (Phasianidae). De wetenschappelijke naam van de soort is voor het eerst geldig gepubliceerd in 1857 door John Gould die de vogel vernoemde naar de Amerikaan Samuel Cabot (1815–1885) uit Boston die de vogel in zijn collectie had.

## Voorkomen
De soort komt voor in het zuidoosten van China en telt twee ondersoorten:
- T. c. caboti: zuidoostelijk China.
- T. c. guangxiensis: Guangxi (het zuidelijke deel van Centraal-China).

## Beschermingsstatus
De totale populatie wordt geschat op 2.500-10.000 volwassen vogels. Op de Rode Lijst van de IUCN heeft de soort de status kwetsbaar.